# 일본 제국
대일본제국(일본어: 大日本帝国 다이닛폰테이코쿠[*], 일본어 구자체: 大日本帝󠄁國), 통칭 일본 제국(일본어: 日本帝国 닛폰테이코쿠[*]), 줄여서 일본(일본어: 日本 닛폰[*]) 혹은 일제(한국 한자: 日帝󠄁)는 1868년의 메이지 유신으로 일본에 성립되어 1947년 일본국 헌법이 시행될 때까지 일본 열도, 한반도, 타이완섬, 사할린 등지에 존속했던 국가이다.
일본 제국은 ‘부국강병’과 ‘식산흥업’의 기치를 내걸고 아시아에서 가장 빠른 속도의 산업화와 군사화를 거쳤다. 일본은 메이지 유신 이래 빠른 속도로 탈바꿈하며 강대국으로 떠올랐고, 청일 전쟁, 의화단의 난, 러일 전쟁, 제1차 세계대전 이후에는 중국을 제치고 거대한 식민 제국을 경영하였다. 허나 1920년대에 대공황의 바람이 몰아닥치자 일본 내부에서도 군국주의, 민족주의, 전체주의의 광풍이 강해지기 시작하였다. 이후 제2차 세계대전에서 일본은 추축국에 가담하였고, 중국과 동남아시아의 광대한 영토를 식민지화하며 위안부 강제동원, 난징대학살 등 수많은 전쟁범죄를 저질렀다.
일본군은 2차 중일전쟁과 태평양 전쟁을 거치며 초기에는 나름 성과를 올렸으나, 1942년부터는 미드웨이 해전과 과달카날 전투를 겪으며 전력이 크게 약화되기 시작하였다. 미국의 대대적인 반격으로 일본은 점차 자신들의 태평양 도서 지방들을 점점 잃어나가기 시작하였고, 이오지마와 오키나와를 잃으면서 본토마저도 미군에게 완전히 노출되어 버렸다. 일본이 본토 사수 작전인 케츠고 작전을 계획하자 미군은 대대적인 상륙 작전을 준비하였다. 그러나, 소련이 영토 확장을 위해 8월 9일에 만주를 침공하며 일본에게 선전포고를 하고 미국이 히로시마와 나가사키에 원자폭탄을 투하하자 버티지 못하고 포츠담 선언을 수락하게 된다. 1945년 9월 2일 시게미쓰 마모루 당시 외무대신이 포츠담 선언에 서명하면서 연합국들의 관리체제에 들어갔으며, 개헌 절차를 거쳐 일본국 헌법이 제정됨으로써 체제가 붕괴되었다.

## 국호

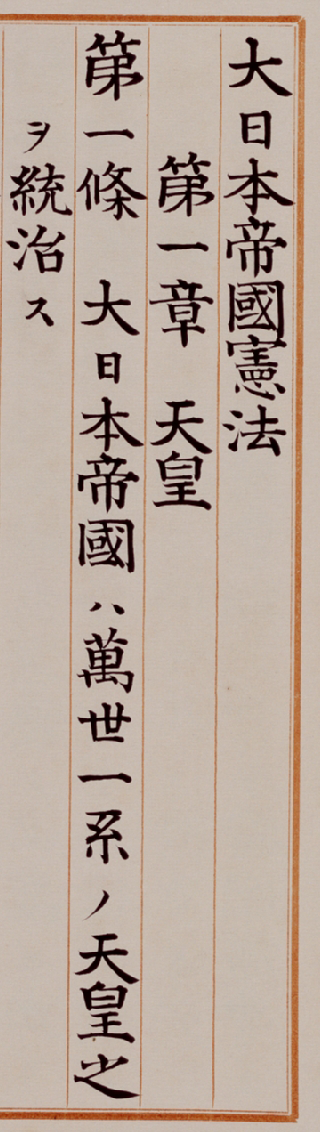
일본 제국 헌법 원본에 명시된 국호

정식 국호인 “대일본제국”은 1889년 2월 11일에 발포(發布)된 “일본 제국 헌법”에서 “대일본제국”이라고 칭하고 있는 것에 유래한다. 영어로는 ‘The Empire of Japan’(직역하면 ‘일본 제국’)을 사용했으며 ‘Great Japan’(직역하면 ‘대일본’)으로는 사용하지 않았다. 정부에서는 제국(일본어 구자체: 帝󠄁國, 일본어: 帝国) 또는 황국(일본어 구자체: 皇國, 일본어: 皇国)이라는 칭호를 사용하였다.
당초 일본 제국 정부는 국호에 그리 연연하지 않았고 법률이나 공문서 등에서 일본(일본어 구자체: 日本), 일본국(일본어 구자체: 日本國), 일본제국(일본어 구자체: 日本帝󠄁國), 대일본국(일본어 구자체: 大日本國) 등으로 표기했지만 1936년 일본 외무성은 외교 문서에 사용되는 자국의 국명 표기를 “대일본제국”으로 통일하였다.
제2차 세계 대전에서 패한 뒤에도 일본은 “대일본제국”이라는 호칭을 고집하였지만 1946년 2월 13일 연합군 최고사령부가 일본 제국 헌법 개정 초안을 제시한 뒤부터 헌법 초안에서의 국명은 ‘일본국’(일본어: 日本国)이 되었다. 1947년 5월 3일에 시행된 일본국 헌법에서는 '주권 재민'을 명시했으므로 이후에는 일본 제국이 공식적으로 사라지게 되었다.

## 역사
1868년 1월 3일 메이지 유신(왕정복고의 대호령)에 의해 메이지 정부가 설립되고 1947년 5월 3일 일본국 헌법이 발효되기 전까지의 79년간을 가리키며 천황을 국가 원수로 받드는 제국주의 시대였다. 급속한 서구 문명을 받아들이는 개방 정책인 메이지 유신을 통해 아시아에서 가장 부유하고 군사적으로 강한 나라로 만들자는 부국강병의 기치 아래 근대화와 발전을 이룩하였다.
1895년 4월 17일 청일 전쟁에서 승리하면서 대만을, 1905년 러일 전쟁에서 승리하며 사할린섬 남부를, 1910년 8월 29일 대한제국을 강제 병합했다. 1930년대 만주사변과 중일전쟁을 기점으로 만주와 중화민국을 침략하기 시작했고 나치 독일, 이탈리아 왕국과 함께 추축국의 일원으로서 제2차 세계 대전에 참전하여 베트남, 싱가포르, 필리핀 등 동남아시아 지역과 오세아니아의 여러 섬들을 침략하여 점령하였다.
그러나 미국과의 태평양 전쟁에서 전세가 바뀌어 결국 1945년 8월 초에 미국이 히로시마와 나가사키에 원자폭탄을 투하하고 소비에트 연방이 만주를 침공하게 되자 8월 14일 포츠담 선언 수락을 선언했다. 8월 15일 천황이 연합국에 포츠담 선언을 수락하는 성명을 발표하고 9월 2일 포츠담 선언을 체결했다. 연합군으로서 일본을 점령한 미군이 연합군 최고사령부를 설립한 뒤 군정을 실시함으로써 일본 제국은 사실상 해체하였다. 그로부터 2년 뒤인 1947년 5월 3일에 일본국 헌법이 시행되어 일본 제국의 호칭까지 공식적으로 사라졌다.

### 수립 배경
1833년부터 1839년까지 이어진 덴포의 기근을 거치면서 신뢰를 잃은 막부는 조슈, 사쓰마 등지 출신의 하급 무사들이 개혁을 추진하면서 조금씩 흔들리기 시작했다. 한편 같은 시기 중국으로의 진출을 위해 태평양의 중간 기착지를 필요로 했던 미국은 1853년 매슈 페리 동인도 함대 사령관을 제독으로 일본에 파견해 개방을 강요하였다. 결국 1854년 '미일 화친 조약'을 체결한 것을 시작으로 막부는 쇄국 체제를 풀고 문호를 개방하게 되었다. 결국 이에 대한 조슈와 사쓰마를 비롯한 여러 번들의 막부에 대한 공격으로 인하여 막부의 권위가 붕괴하기 시작하였고, 이후 사쓰마의 사이고 다카모리, 오쿠보 도시미치 등 하급 무사들은 최종적으로 막부 자체를 없앨 것을 주장하며 '도바쿠'(討幕,토막) 운동을 전개하였다. 1866년에는 도사(土佐) 출신의 사카모토 료마의 중재로 사쓰마와 조슈 간의 비밀 군사 동맹이 성립하고, 막부에 우호적인 고메이 천황의 뒤를 이어 도바쿠 세력에 의해 메이지 천황이 즉위하면서 막부를 크게 압박하자 결국 1867년 10월 마지막 쇼군 도쿠가와 요시노부는 모든 권력을 일본 천황에게 되돌리게 되며, 메이지 천황은 같은 해 12월 9일 '친정'(親政)을 선포한다.

### 메이지 유신
1868년 왕정 복고를 표방한 메이지 천황은 왕권 선양을 위한 혁신을 꾀했는데 교토조정의 천황을 정점으로 하는 구케(公家)와 제후(諸侯), 그리고 하급 무사들을 중심으로 구 바쿠후 세력을 타도하고1868년 7월 에도 막부가 위치한 에도(江戶)를 도쿄로 바꾸고 이듬해에는 교토의 고쇼에서 도쿄의 고쿄로 천도(遷都)했으며, 다양한 이유로 쉽게 연호가 바뀌던 것을 메이지 천황 대에 이르러서는 한 대에 한 연호만 쓸 수 있도록 한 일세일원제가 채택되는 등:286 모든 체제를 일신하여 중앙집권제를 강화했다. 정부는 부국강병책에 의해 식산흥업 정책을 추진하여 군대·경찰을 비롯한 전신·철도·각종 공장 등 관영사업을 시작했다. 또 기도 다카요시와 오쿠보 도시미치 등의 주도로 사쓰마, 조슈, 도사, 히젠 등 서남 웅번 세력들이 우선 판적봉환을 단행하였고, 1869년 6월에는 전국의 번들이 판적을 봉환하게 되었다.:287 1871년에는 이에 대한 반발 세력을 제압하고 더 강력한 중앙 집권제의 확립을 위해 서남웅번의 병력 약 1만 명을 중앙군으로 편성하여 군사력을 확보하고, 같은 해 7월 폐번치현을 단행하여 행정 구역을 부현제(府県制 부켄세이[*])로 바꾸고 부지사와 현령(県領)은 중앙에서 임명해 파견하도록 하였다.:287~288 이어서 형식적으로나마 신분제를 철폐하여 높은 왕족(상경), 다이묘, 사무라이 계층은 귀족층으로 통일되고, 그 이하 사농공상 순의 신분층은 평민(平民 헤이민[*])으로 삼는다고 발표하여 불완전한 사민평등(四民平等 시민뵤도[*]) 조치를 단행하였다.:289~290 1877년의 서남전쟁(西南戰爭)을 최후로 종래의 불평 사족(不平士族)들의 반란을 종식시켰다.

### 자유민권운동과 국회 개설
신분 개혁 이후에 일본에서는 입헌 정치에 대한 요구 움직임이 일어나기 시작했다. 1874년 이타가키 다이스케 등이 애국공당을 결성해 민선 의원 설립 건백서를 제출한 것을 계기로 전국적으로 자유 민권 운동이 일어났다. 이에는 서양의 문물이 유입되면서 같이 전래된 민주주의 정치 방식에 대한 긍정적인 여론이 확산된 것과 너무 강력한 중앙 정부에 의해 자치권마저 부정당한 전통적인 향촌 사회의 반발심도 작용하였다.:303 1878년 정부는 삼신법(三神法)을 제정해 부분적으로 지방제를 개편하여 이들의 반발심을 잠시 무마시키고자 하였으나 같은 해 오쿠보 도시미치, 사이고 다카모리 등의 정부 요직자들이 사망함으로써 정치권의 중심이 공백에 빠지자:304 1881년 10월 이토 히로부미를 비롯한 서남웅번 출신의 무사들이 정부의 주도권을 장악하고, 점진적인 국회의 개설과 독일식의 강력한 군주권을 골자로 한 헌법 제정 방침을 정하고 1890년까지 국회를 개설시킨다는 '국회 개설의 칙유'(勅諭)를 발표하여 민권파의 강력한 주장을 무마시켰다. 그리고 1889년 2월 11일에 초안을 몇 번 손질한 일본 제국 헌법(메이지 헌법)을 반포하여 근대기 일본은 비록 거의 형식적이었지만 입헌 국가로 도약하였다.:305~308 1890년에 의회 개설에 의해 천황제의 지배체제가 완성되었다.

### 제국주의화와 조선 침략
국회 개설과 더불어 공업의 발흥으로 경제적으로 큰 발전을 본 일본은 한국과 중국으로의 정치·경제적 침투를 통해 점차 제국주의를 형성해 나갔다. 청일 전쟁에서 청나라를 이김으로써 일본은 대만을 점령했고, 그 배상금을 기초로 하여 금본위제(金本位制)를 수립, 자본주의 경제체제를 정비하였다. 또한 이 전쟁으로, 조선에 대한 영향력을 완전히 확보한 일본은 조선 자체에 대한 종속화를 꾀했지만 번번이 조선의 대규모 민족 저항과 부동항을 얻기 위해 조선에 진출하고자 했던 러시아와의 충돌로 인하여 실패했다. 또 조선 왕실도 박영효 등 친일 세력을 추방하는 등 일본의 일방적인 조선 침략에 대한 항의를 표시하자 일본 공사 미우라 고로는 1895년 경복궁에 무단으로 침입하여 잔혹하게 명성황후를 시해한후 시체를 이불에 말아 불태웠다. 그리고 흥선대원군이 집권하도록 하였는데 조선 의병의 대규모 저항과 고종이 시위의 의미로 러시아 공사관으로 피신하여 환궁을 거부하였고, 오히려 일본은 조선에서 입지를 상실하며 국제적인 비난 속에 '경쟁국'이었던 러시아의 입지를 강하게 만들었다.
을미사변과 아관파천을 계기로 한국에서 입지를 굳힌 러시아는 만주의 러시아령에서 병력을 증강시켜 한반도에의 침투를 강화하였다. 그러자 일본은 러시아와 한반도와 만주의 권익을 둘러싸고 교섭을 진행하였지만 타협을 보지 못하자 1904년 러시아에 선전포고를 해 러일 전쟁을 치렀고, 러시아를 견제하려는 영국·미국의 지지와 쓰시마 해협에서의 결정적 승리로 러시아를 축출하고 한국에 대한 지배권을 확고히 해 다시금 정치·경제적 침투를 감행하였다. 러일 전쟁 승리 후 일본의 제국주의 정책은 더욱 노골적으로 바뀌었으나, 일본 제국 안에서 부르주아 계급이 성장하고, 그들과 중산층들이 시민계급을 이루면서, 세상이 천황의 독재가 아니라, 자본과 자유로 동작할 수 있다는 것을 완전히 깨달아 선거권, 민주주의 헌법, 의회, 해방, 자유 등 민주주의를 요구했다.
 영국과 미국 간의 밀약으로 조선 지배를 강대국으로부터 인정받은 일본은 대한제국과 강제로 을사늑약을 체결하여 외교권을 박탈, 보호국화하여 통감부를 설치하고, 이어서 1907년 고종을 강제 퇴위시키면서 한일신협약을 체결해 내정권을 박탈, 군대 또한 강제 해산시켰다. 그리고 1910년 8월 23일 통감부를 '총독부'(總督府)로 바꾸고 육군 대장 데라우치 마사타케를 초대 총독으로 임명하였다. (이후의 일본의 조선 지배에 관해서는 일제강점기·한반도 지배 문단을 참고)

### 다이쇼 시대와 쇼와 초기

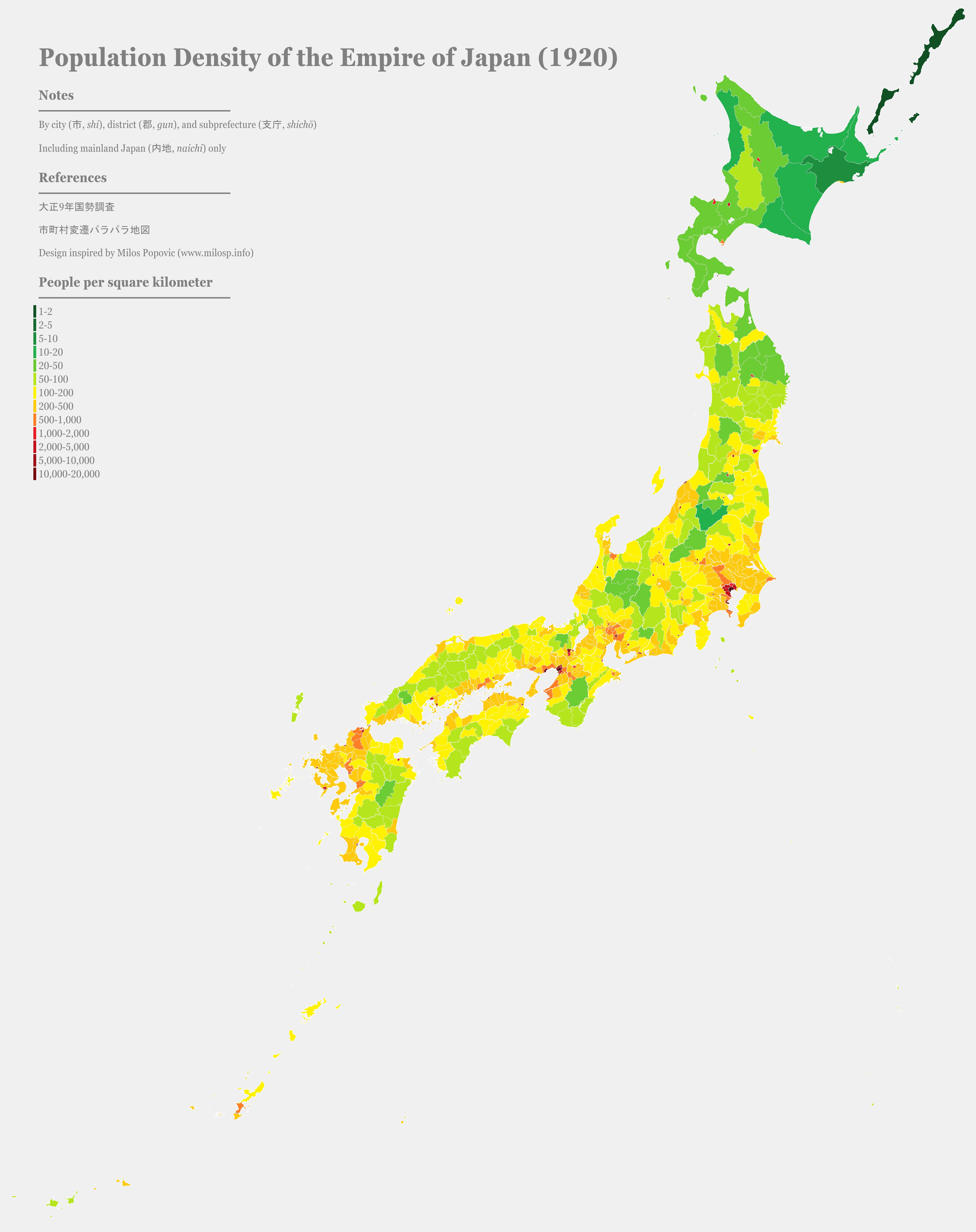
일본 제국의 인구분포(1920).

1911년에 성립된 제2차 사이온지 내각은 행정 및 재정의 정리와 감세를 추진하는 긴축(緊縮) 정책을 추진하였다. 중국에서 민주주의자와 공화주의자들이 신해혁명을 일으켰으며 혁명을 해서 공화국을 세우는 것을 본 일본에 사는 사람들 중 일부는 민주주의에 대한 바람이 커져갔지만, 제국 육군은 한반도에 주둔시킬 제국 육군 제2사단의 증설을 정부에 강하게 요구하였고, 정부는 내각회의를 거쳐 이를 거부하였다. 이에 대하여 제국육군대신 우에하라 유사쿠가 사표를 내는 사건이 벌어져 제2차 사이온지 내각이 총사직하고, 1912년 12월 21일 뒤를 이은 제3차 가쓰라 내각은 천황을 앞세워 의회에 영향력을 행사하여 의회를 경시한다는 비난을 받았다. 그러자 미노베 다쓰키치, 입헌국민당의 이누카이 쓰요시, 입헌정우회의 오자키 유키오 등이 중심이 되어 족벌(族閥)의 타파와 헌정옹호를 내건 호헌 운동(일본어: 護憲運動 고켄운도[*])이 전국적으로 확산되어 가쓰라 다로와 이하 내각이 성립 50일만에 퇴진하는 다이쇼 정변(호헌운동으로 무너졌으므로 권력자들의 정변이 아니라 혁명이다.) 발생하였다.
1914년 제1차 세계 대전(~1918년)이 발발하자 일본은 영일 동맹을 이유로 연합국측에 가담하여 참전했다. 그 진의는 동아시아 지역에 있어서의 일본의 지위를 더 높이고 국제적인 발언권 강화를 목적으로 한 것이었다. 일본은 독일에 선전포고하고, 독일령이었던 중국 산둥반도의 교주만과 독일령 남양군도를 점령하였다. 이 지역에서의 이권을 할양받는 것을 영국과 프랑스가 승인하는 조건으로 지중해에 소규모 함대만을 파견하는 등 독일과의 직접적인 전투에는 소극적인 태도를 보였다. 산둥 반도를 점령하고 나서, 일본은 중국에 대해 만주와 산동반도 등에 대한 일본의 이권을 반영구화하고, 남만주와 내몽골 일부를 일본에 조차하는 것을 요지로 하는 등 21가지 특혜조건을 요구(1915년 1월)하였고, 중국은 이를 수용(5월)할 수 밖에 없었다. (→21개조 요구) 이와 같이 중국의 주권을 침해하는 행위는 5·4 운동(1919년)과 같은 격렬한 배일(排日) 여론에 밀려 실패하였다. 일본이 이와 같이 아시아의 독보적 강대국으로 인식되면서 급부상하게 되는데, 이 무렵 일본 제국에서는 다이쇼 데모크라시 시대(1911~25년)로 경제호황을 누렸다. 한편, 러시아 혁명(1917년)에 뒤이어 일어난 러시아 내전(1917~22년)에서 일본은 러시아 백군을 도와 7만 2천여명의 병력을 시베리아에 파견하였으나 패배하였다. 이와 같이 다이쇼 시기의 중국과 시베리아 지역에 대한 침략 활동은 번번히 실패하였다.
이러한 침략 활동의 실패에도 불구하고 일본은 제1차 세계 대전 중, 일본의 자본주의는 비약적으로 발전하여 미국·영국에 이은 강국으로 상승, 베르사유 조약에서는 대전중 획득한 일본의 이권이 인정되었다. 이로써, 일본은 경제 불황과 재정 위기를 모두 극복하고 값싼 공장제 상품을 아시아 지역으로 수출하여 막대한 무역 이익을 취했지만 오래지 않아 유럽 국가들의 생산력 회복으로 인하여 수출이 축소되면서 무역이 적자로 전환하고 1923년 9월 1일에 일어난 간토 대지진으로 인해 게이힌 지역의 상공업 지대가 초토화되면서 다시 불황이 찾아온다. 1929년에 발생한 세계 대공황으로 일본 자본주의의 결함은 최대한으로 드러나는 등 불황이 한층 더 심화되자, 극우 보수 세력과 청년 장교층은 국민들의 불만 감정을 앞세워 암살 및 쿠테타를 일으키게 되었고, 일본의 민간 의회 정부는 전복되었다. 일례로 1930년 11월, 만주 침략에 반대 입장을 가졌던 하마구치 오사치 총리는 우파 청년 사고야 도메오(佐郷屋留雄)의 총에 맞아 부상을 당했다. 중국에 대한 제국주의 무력침략이 시작되어, 1931년 9월에 관동군의 주도로 만주사변을 일으켜 와카쓰키 레이지로 내각(1931년 4월 14일 ~ 1931년 12월 13일)의 제어를 무시하고 만주 전역을 점령하여 청나라의 마지막 황제였던 선통제 푸이를 꼭두각시로 앞세워, 만주국을 건국하였다.
그러나 만주국에 대한 중화민국을 비롯한 세계 여론이 부정적으로 흐르자 군부는 국제 연맹을 탈퇴하도록 정부를 압박, 일본은 사실 상 고립 외교로 나아가게 되었다. 이누카이 쓰요시 내각(1931년 12월 13일 ~ 1932년 5월 16일)이 만주에서 일본군을 철수시키려는 움직임을 보이자, 1932년 5월 15일 이누카이 쓰요시 총리를 암살, 후임으로 군인 출신의 사이토 마코토가 수상(1932년 5월 26일 ~ 1934년 7월 8일)이 되어 '군·정·관에 타협을 통한 거국일치'를 표방함으로써 정당내각은 단절되고, 군부가 본격적으로 정치에 개입하기 시작했다.

### 군국주의와 중일 전쟁, 그리고 태평양 전쟁

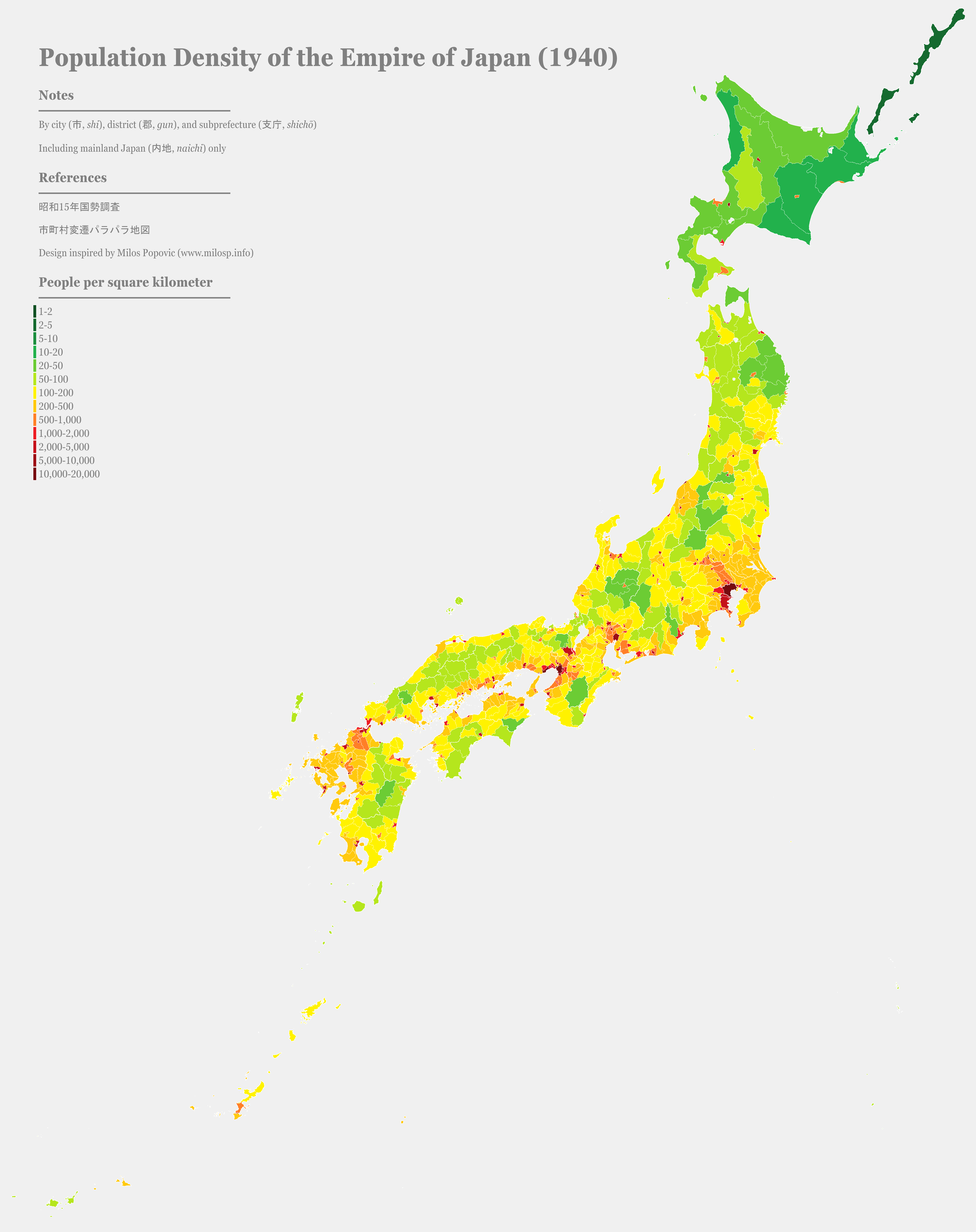
일본 제국의 인구분포(1940).

그러나 사이토 마코토 내각 이후에도 육군 내의 여러 계파의 도전은 계속되어 급기야 1936년 2월 26일 청년 장교들이 내대신, 대장대신 등을 암살한 2·26 사건이 발생하기도 하였으며, 이 사건을 계기로 일본에서 군부의 영향력은 막강해져 히로타 고키 내각 때 군부대신의 현역제가 부활, 사실상 군부가 내각을 좌우하게 되었다. 1936년에는 독일과의 군사 동맹을 체결했다. 또 히로타 고키 내각은 화베이(hua2 bei2 중국어 간체자: 华北, 정체자: 華北) 지역을 장악하기 위해 1937년 7월 루거우차오 사건을 일으켜 그 구실로 중화민국을 선전포고 없이 공격하는 중일 전쟁을 일으켰다. 처음에 고노에 후미마로 내각은 전쟁의 범위를 확대시키지 않고자 하였지만 곧 전쟁은 화중 지역으로 확대되었고, 12월 중화민국의 수도 난징을 점령하여 난징과 그 주변에서 무차별 학살을 자행하였다. 한편 국내에서는 전시 체제의 장기화에 대비하여 1938년에 국가총동원법을 제정, 일본 열도 내 뿐만이 아니라 한반도 식민지에서의 군부의 경제적 수탈에 기여하였다.

일본 제국의 최대 판도

이렇게 중·일 전쟁이 장기화 될 무렵 나치 독일이 이탈리아 왕국, 일본과 추축 동맹을 체결하고, 1939년에 폴란드를 공격하여, 제2차 세계 대전이 발발하였다. 처음에 일본은 유럽의 전쟁에 간섭하지 않겠다는 입장을 표방하였으나, 프랑스·네덜란드가 나치 독일에게 점령당하던 1940년에 독일·이탈리아·일본은 군사동맹을 맺고, 1940년에는 프랑스와 네덜란드가 가지고 있던 동남아시아의 식민지들을 빼앗기로 하는 남진 정책을 취하기로 결정하였다. 미국·영국·중화민국·네덜란드 등 4개국은 이에 대하여 이른바 ABCD 포위망을 형성하여 석유 등 중요한 전쟁물자에 대해 수출을 금지하여 일본을 경제적으로 압박하기로 결의하였다. 일본은 처음에 미국과의 원만한 교섭을 통하여 이를 해결코자 하였으나 협상이 제대로 진전되지 못하자 고노에 후미마로의 제2차 내각은 퇴진하고 대신 통제파의 도조 히데키 내각이 조직되어 1941년엔 일·소 중립조약을 체결하고, 1941년 12월 1일 개전을 결의하고 같은 해 12월 8일 미국 해군이 주둔하던 하와이 진주만을 급습하고 미국과 영국 등 연합군에 선전포고하여 태평양 전쟁을 시작하였다.

### 연합군의 분할 점령 계획
1945년 5월에 나치 독일이 연합국에 의해 패망하자 연합군은 영국, 프랑스, 미국, 소련의 4개국으로 분할점령을 했다. 그런 것처럼 당시 포츠담 회담에서 일본 제국도 마찬가지로 영국의 처칠, 중화민국의 장개석, 미국의 트루먼, 소련의 스탈린으로 분할 점령 계획을 하고 있었다. 하지만 이는 1945년 8월이 아닌 9월의 계획이었다. 더구나 미국이 실제로 히로시마와 나가사키의 핵폭탄을 투하한데다가 소련이 한반도 38선 이남에 도달하기도 전에 일본이 포츠담선언을 수용하는 성명을 발표하는 바람에 계획은 무시되었다. 하지만, 일본 분단은 사실상 소련에게는 아주 유리한 작정이었고 실제로는 벌어질 수 없는 일이었는데 이유는 한반도 전체에 조선민주주의인민공화국을 세울 뿐 아니라 일본에도 공산주의를 퍼뜨려 그것이 마침내는 하와이를 거쳐 미국으로도 갈 수 있기 때문이었다. 소련과 중국 공산당이 좋아할 일이었고 실제로는 불가능에 가까운 일이었다.

### 해체
일본은 '대동아공영권'(大東亞共榮圈)을 표방하며 처음에 말레이 반도, 버마와 태국, 네덜란드령 동인도 제도, 필리핀 등을 점령하는 등 연합군에게 타격을 가했다. 그러나 일본이 미국의 진주만을 습격함으로써 태평양 전쟁으로 확대된 전쟁은 결국 전세가 역전되어 해군이 전멸하고 오키나와섬까지 연합군에 점령됨으로써 전쟁의 막판으로 몰렸다. 하지만 일본 제국 정부와 군부는 불리한 전세에도 불구하고 결사적인 항전을 결심했다. 결국 미국이 원자폭탄을 히로시마와 나가사키에 투하하고 소련이 만주를 침공함에 따라 쇼와 천황이 1945년 8월 15일 라디오 담화를 통해 연합국의 포츠담선언을 수락하는 성명을 발표하였다. 1945년 9월 2일 도쿄만에서 연합군 측의 대표와 시게미츠 마모루 당시 외무대신이 공식으로 포츠담 선언에 서명하면서 연합국들의 관리체제에 들어갔으며, 개헌 절차를 거쳐 일본국 헌법이 제정됨으로써 체제가 붕괴되었다.

## 일본 제국의 침략
일본 제국은 19세기, 20세기 세계적으로 제국주의에 뛰어들때에 많은 나라를 침략하였고, 이탈리아와 독일과 연합하여 전쟁하기도 했다. 한국을 1910년 8월 26일부터 1945년까지 지배했는데 많은 민간인들을 학살하는 등의 일이 행해지기도 했다. 1929년 미국에서 시작된 대공황의 여파로 경제위기에 직면하자 이를 해결하기 위해 중국으로의 식민지 확대를 꾀했다. 이에 대해 미국은 일본으로의 석유공급을 차단하고 중국측에 전쟁물자를 지원하자, 일본은 결국 태평양 전쟁을 일으켜 미국을 도발한 뒤 패망하였다. 이러한 전쟁 기간 중 일본군은 일본 자국, 식민지, 점령지를 포함한 아시아 지역에서 제2차 세계 대전의 동맹국인 나치 독일은 비교가 안될정도로 조직적이며 반인륜적 전쟁 범죄를 자행하였다. 1937년에서 1945년까지 일본군이 학살한 사람은 약 3백만 명에서 1천만 명에 달하는 것으로 추정된다. 이 중 연합군 포로에 대한 학대나 학살 등은 전후에 도쿄에서 열린 극동국제군사재판에서 폭로되었지만, 피고용인으로 포로소장이나 포로소 직원으로 근무한 조선 사람들까지 B급 전범으로 몰려 처형되거나 징역형을 받는 일도 있었다.

### 731 부대
일본 제국 관동군 소속의 '마루타(まるた, (껍질만 벗긴) 통나무)'라는 암호명으로 특별계획을 실행한 731부대는 생화학무기 개발 ·연구 과정에서 10,000명에 가까운 식민지 주민 및 전쟁 포로를 반인륜적인 생체 실험을 통해 살해하였다. 이외에도 중국과 동남아시아 지역의 여러 일본군 특수 부대에서도 비슷한 생체 실험이 이루어졌다. 731부대에서 개발한 무기로 수십만의 중국인이 대량으로 학살되었다. 전후 일본 제약 산업 기술의 원동력이 되었다는 주장이 있다.

### 난징 대학살
난징 대학살은 중일 전쟁 도중 난징을 점령한 일본군이 중국인을 대량 학살하고 부녀자 강간 등을 자행한 사건이다. 약 5만 명에서 30만 명의 중국인이 학살된 것으로 추정되고 있다.

### 일본군 '위안부'
일본군 위안부는 제2차 세계 대전 동안 모집한 종군위안부로써 일본군이 집단적으로 수용시켜 성적 노동을 전담한 여성을 말한다. 위안부는 초창기에 일본과 조선, 대만 출신의 여성으로 구성되었으나, 그 수요를 감당할 수 없게되자, 그밖에도 중국인 (당시 중화민국), 필리핀, 태국, 베트남, 말레이시아, 인도네시아 등 일본 제국이 점령한 국가 출신의 여성도 전쟁 중 희생되었다. 극소수이긴 하지만 자바의 네덜란드인을 비롯한 서양인들도 일부 희생되었다. 이들은 성적학대는 물론 군부대의 잡일까지 도맡아 했다. 한편, 일본 내 극우 세력은 일본군 위안부가 자발적인 매춘부였다고 주장하기도 한다. 또한 일본군위안부는 오랫동안 정신대(挺身隊)라는 이름으로 불려왔으나 이는 정확한 표현이 아니다. 정신대란 나라를 위해 몸을 바친 부대라는 뜻으로 일제시대 노동인력으로 징발되었던 사람들을 가리킨다. 이들 중 ‘여자근로정신대’의 일부가 일본군위안부로 끌려가기도 하였으나 두 제도를 동일한 것으로 볼 수는 없다. 이와 더불어 혼용되어 쓰이는 용어가 종군위안부(從軍慰安婦)이다. 이는 자발적으로 군을 따라 다닌 위안부라는 의미로 강제로 성노예 생활을 해야 했던 일본군위안부의 실상을 감추려고 일본이 만들어낸 용어다. 현재 공식적인 용어로 한국에서는 <일본군 '위안부'>, 중국 등에서는 <일본군위안부>, UN 등 국제기구를 포함한 영어권에서는 <일본에 의한 성노예 Military Sexual Slavery by Japan>가 쓰이고 있다.

### 징용 및 징병 문제
일본 제국은 제2차 세계 대전 중 인력 확보를 위해 많은 한국인과 중국인을 강제로 동원하였다. 1938년 조선총독부에서는 국가총동원법을 공포하여 실시하였다. 이에 따라 징용 제도로서 노동력 부족을 보충하였다. 이들은 사할린이나 동남아시아 지역의 광업 ·산업 ·군사 시설에서의 강제 노역에 동원되었다. 그들의 처지는 상당히 열악했으며, 굶주림, 질병, 가혹한 사형(私刑)의 처지에 놓여있었다. 또한 많은 징용자가 귀향하지 못하고 일부만이 탈출하여 귀국하였다. 한편, 전투력 약화를 보충하기 위해 조선인을 대상으로 강제 징병을 실시하여 전쟁에 동원하였다.
1965년 한일국교정상화 당시 노동자, 군인, 군속으로 강제 동원되었던 한국인 피해자는 2012년 6월 104만 9475명이라고 하였지만, 위안부 등이 포함되지 않아 실제는 이보다 훨씬 많다. 해방 후 대한민국은 1965년 일본과 한일기본조약을 맺어 일본측이 무상 3억, 유상 2억, 민간 3억달러 경제협력을 약속하는 것으로 국가 및 국민의 대일 청구권문제를 완전 및 최종적으로 해결하는 것으로 종결지었다. 그러나 매주 수요일마다 위안부 피해자들이 일본 대사관 앞에서 수요집회를 진행하고 있다.
2015년에 일본이 하시마섬을 비롯한 8곳의 강제 징용 시설을 포함한 23곳의 근대 산업 시설을 유네스코 세계유산에 등재하려고 하자, 한국이 이에 반발하여 강제 징용 사실의 명시없는 시설물의 세계유산 등재에 강한 반대를 표명하였다. 일본 측이 결국 이 요구를 수용하면서 하시마섬을 비롯한 8곳의 강제 징용 시설이 세계유산으로 등록되었지만, 등재 이후의 태도 변화는 국제적인 비난을 받고 있다.
일본의 우익 세력의 담론으로, 일본 제국시대의 조선인의 위치는 2등신민으로서, 제국 초기시절의 입장은 1등신민과 2등신민으로 나뉜 구도로 인구 과밀의 영토인 열도와 반도 등에서 직접 착취와 핍박받는 위치 였음은 틀림없으나, 제국의 판도가 만주사변 이후로 급 팽창하면서 3등 신민 및 신민이 되는것을 허락받지 못하는 일반 '국민'층이 생겨나자, 이에 비례해 조선인의 제국 내 계급적 위치가 자연 상승했다는 주장이 있다. 이는 조선인이 평소 지배자인 일본인에 대한 증오와 암묵적 멸시가 분명 존재했음과는 별도로 당시 조선의 일반 민중들이 일본의 대외 전쟁에는 열렬히 찬동했다는 사실을 근거로 삼는다. 'K군의 일기', '윤치호 일기', '모던 조선 1939년 판본' 등 당시 조선민중의 의식을 엿볼 수 있는 사료들에 의하면, 조선인은 일본의 대외정책(침략전쟁)을 자신들의 일자리 등의 지분 증가와 인종주의에서 비롯된 백인들에 대한 원한에 기인해, 일본인과 마찬가지로 열렬히 동조하며 약 80만에 이르는 조선인이 군대에 자원한 경우나, 언론에 소개되어 입대에 용이해지기 위해 혈서 입대지원 사건을 줄지어 일으키는 등의 당시 조선 사회의 일면을 확인할 수 있다. 제1차 세계대전 시 사회적 지위상승을 노리고 미군에 자원입대한 흑인들과 유사한 구도라는 것이 논지이다. 중일전쟁 및 태평양전쟁 기간 일본 육해공군에 자원입대하여 제국 곳곳에서 일본군으로서 연합군에 맞선 조선인들의 예가 강조되기도 하는데, 홍사익과 같은 조선인 일본 장군을 비롯하여 화북 옌벤 지역의 중공군, 조선독립세력을 토벌하던 관동군 소속 조선인 병사, 태평양전쟁 말기 카미카제 특공대에 자원한 조선인 파일럿, 남방전선의 영미 포로수용소에서 서방 포로들을 학대하던 조선인 감독관들을 들고 있다. 이러한 증거의 의도는 '제국시대의 조선인의 위치는 식민지인이 아닌, 독일 제3제국(나치 독일)에 합병된 오스트리아인과 같은 위치'임을 주장하려는 것이며 과거부터 존재하던 '잉글랜드와 아일랜드의 합병'의 비유보다 더욱 심화된 주장이라는 분석이 있다.

### 기타
숙칭 대학살은 1942년에 싱가포르를 점령한 일본군이 2월 18일에서 3월 4일 사이에 싱가포르에 거주하던 중국인을 조직적으로 학살한 사건이다. 이후에는 중국계 말레이시아인으로 확대되었다. 약 2만 5천 명에서 5만 명이 학살된 것으로 추정된다.
1944년 가을부터 1945년 봄에 걸쳐 당시 프랑스 식민지였던 베트남 일대에서 기아가 덮쳤을 때 일본군와 프랑스 총독부가 베트남인들이 보유하고 있던 음식들을 대량으로 강탈했으며 그로 인해 200만 명의 사람들이 굶어 죽었다. 도쿄 대공습 다음날인 1945년 3월 11일 프랑스 총독은 일본 제국 군대에 항복했고 응우옌 왕조의 마지막 황제였던 바오다이가 일본 제국의 괴뢰 정권인 베트남 제국을 세웠다. 그러나 8월 9일 일본 제국이 나가사키에 원자폭탄 투하를 받은 데에 이어서 8월 13일 호찌민의 주도로 8월 혁명이 발발했고 9월 2일에는 일본 제국이 공식적으로 항복하면서 바오다이가 이끌던 베트남 제국도 소멸한다.

## 일본 제국의 영역

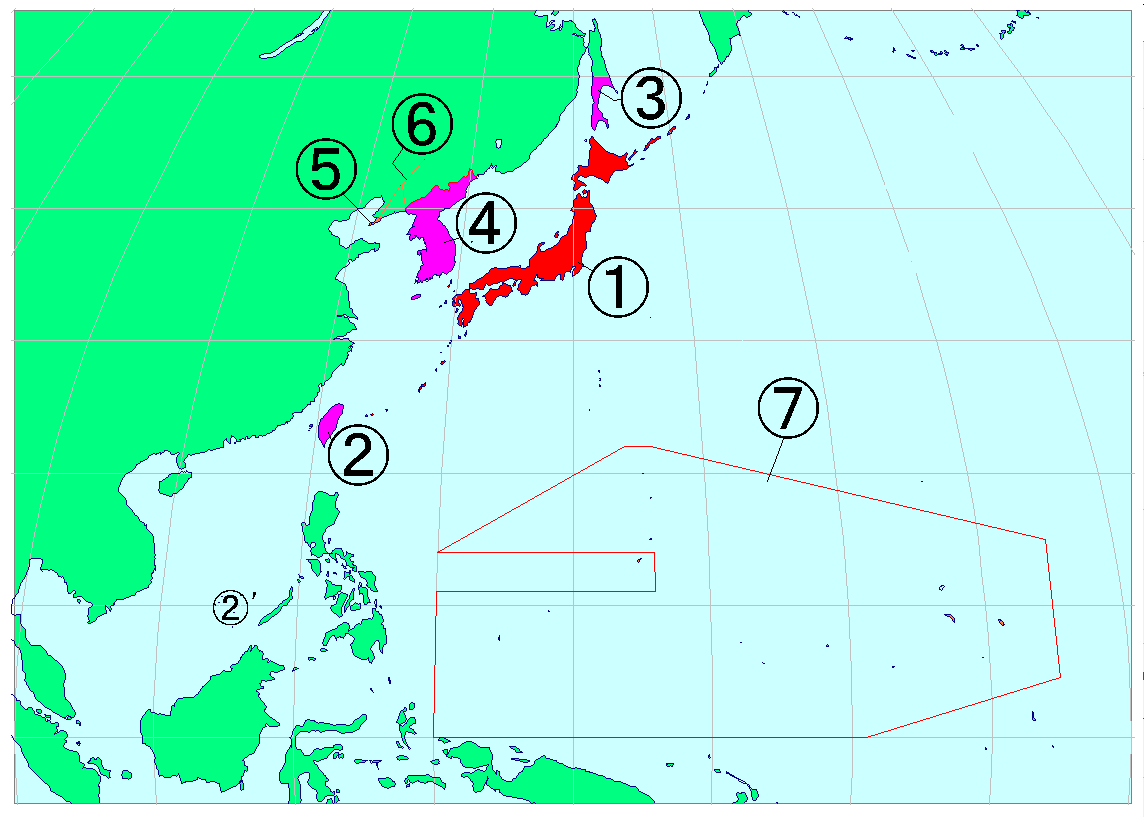
일본 제국의 영토 범위(쇼와 시대 초기): ① 내지(일본 본토), ② 대만, ③ 가라후토(사할린섬 남부), ④ 조선, ⑤ 관동주, ⑥ 남만주 철도, ⑦ 남양 군도(국제 연맹 위임통치령)

일본 제국은 유럽이나 미국의 식민지 정책과 유사하게, 군비를 확충하여 아시아 지역으로 영토나 식민지 침략을 하였다. 이러한 제국의 확장에는 대한제국의 강제합병 경우처럼 군사력에 바탕을 둔 강압적 방법으로 실행한 경우도 있고, 만주와 같이 전면전을 통한 경우도 있었다. 침략한 지역에는 식민지 정책으로 현지 주민들을 제국 본토인과 동화시키려는 정책을 실시했지만, 차별 정책도 병행했다.
제국이 확대되면서 일본 본토는 내지(內地)로, 식민지는 외지(外地)로 구분했다. 내지는 정부가 관할하지만, 외지는 총독부(總督府)와 같은 식민통치기관이 정책을 수행했다. 사할린섬 이외의 식민지에서는 총 인구에서 내지인(제국 본토인)이 차지하는 비율이 절반 이하였다. 그밖에 여러 이유로 가라후토 청 이외의 식민통치기관은 독자적인 입법권을 수행했으며, 관동주와 남양 군도는 형식적으로는 제국의 영토가 아니었으므로 일본 제국 헌법의 효력이 미치지는 않았다.
제2차 세계 대전 당시에 팽창한 국토는 제국이 패망하면서 급격히 줄어든다. 쇼와 시대에 확장된 영토의 대부분과 이전에 확장한 영토의 일부가 독립하거나, 미국, 중화민국 등에 의해 점령되었고, 일부는 이전의 국가로 흡수되었다.

### 내지 (본토)
내지의 범위는, 쿠릴 열도와 가라후토 청을 제외하면, 현재의 일본의 실제 주권을 행사하는 영토와 비슷하다.
| 이름                                                                                          | 편입시기 | 비고 |
| --------------------------------------------------------------------------------------------- | -------- | --- |
| 오야시마(大八洲) - 규슈 - 시코쿠 - 혼슈 - 사도가섬 - 쓰시마섬 - 아와지섬 - 이키섬 - 오키 제도 | 고대     | 고사기에 기재되어 있는 8개의 섬. 혼슈에는 제국의 수도 도쿄부가 존재했다. |
| 홋카이도                                                                                      | 1855년   | 1855년에 이투루프섬과 우루프섬의 사이에 러일간 국경이 확정되었다. |
| 류큐 제도                                                                                     | 1879년   | 구 류큐국의 영토. 1872년에 류큐를 침공하여 국왕을 일본의 다이묘로 독단으로 격하시키고(제1차 류큐 처분), 그 뒤 1879년 그 영토를 일본 영토로 독단으로 흡수하였다(제2차 류큐 처분). |
| 쿠릴 열도(지시마 열도)                                                                        | 1855년   | 상트페테르부르크 조약으로 우루프섬 이북의 섬들을 영토에 편입하였다. 다만 그 땅이 러시아의 관할이었는지는 다른 의견이 있다.                                                       |
| 가라후토 청                                                                                   | 1942년   | 포츠머스 강화 조약의 결과 러시아에게서 남사할린을 할양받은 후 1942년 공식으로 내지에 편입(이전까지는 외지로 취급)                                                                |
| 오가사와라 제도                                                                               | 1876년   | 1876년 실효 지배를 선언. |
| 미나미토리섬                                                                                  | 1898년   | 도쿄부의 관할 구역으로 편입하였다. |
| 오키노토리섬                                                                                  | 1931년   | 도쿄 부의 관할 구역으로 편입했다. |
| 아래 영토는 실효 지배 사실에 의혹이 제기되었거나 영토 분쟁이 있는 지역이다.                   |          | |
| 센카쿠 열도 (댜오위다오)                                                                      | 1895년   | 1895년 오키나와현의 관할 구역으로 편입했다고 주장한다. 현재 일본이 실효 지배 중이나 중화인민공화국이 이에 대해 이의를 제기하고 있다.                                             |

### 행정 구역

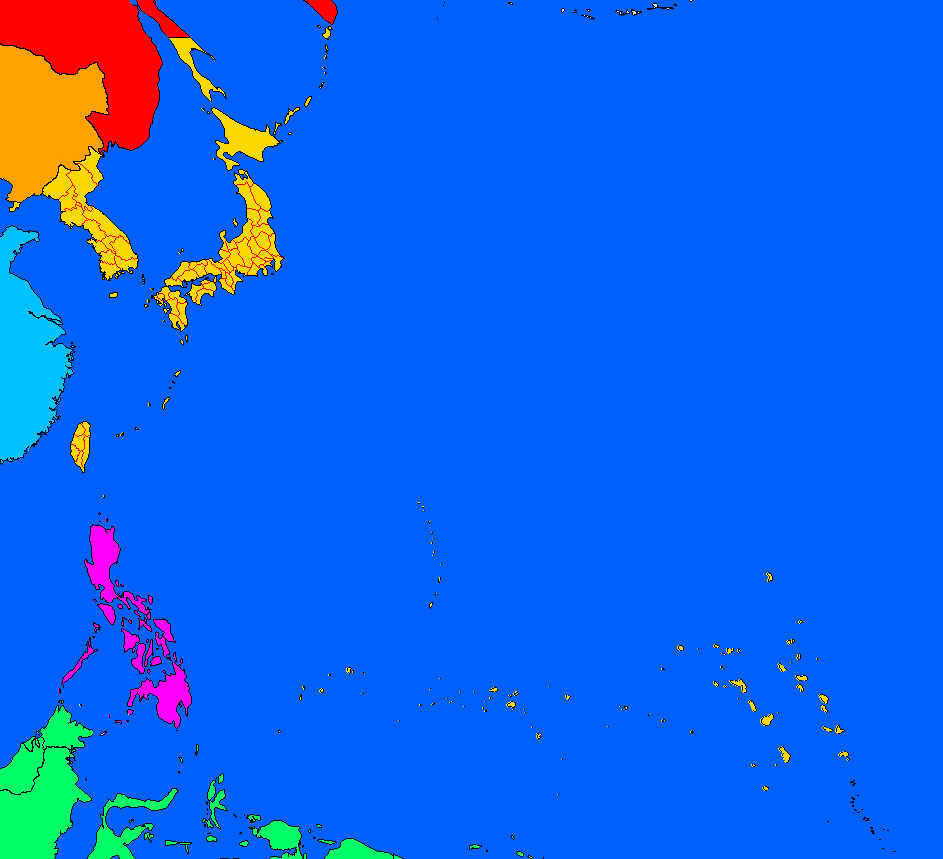
일본 제국의 행정 구역

내지의 도도부현(都道府縣)은 메이지 천황의 치세에 형성되었으며 현재까지 이어져 오고 있다.

### 외지 (식민지)
외지는 통치 형태에 따라 4종류로 나뉜다.

#### 식민 통치 기관이 설치되었던 지역
| 이름                                  | 편입 시기       | 독립 시기        | 이전 통치국 | 현재 통치국                     | 일본 제국의 본토로 규정함 | 비고 |
| ------------------------------------- | --------------- | ---------------- | ----------- | ------------------------------- | ------------------------- | --- |
| 대만                                  | 1895년 4월 17일 | 1945년 10월 25일 | 청나라      | 중화민국 중화인민공화국         | 아니요                    | 청일 전쟁에서 승리한 뒤, 시모노세키 조약으로 청나라에게서 타이완성 관할 지역을 할양받아 획득하였다. 1938년 스프래틀리 군도를 편입하였고, 통치 조직은 대만총독부이다. 패망 후 중화민국에 반환되었다. 수도는 다이호쿠(지금의 타이베이)였다. |
| 사할린섬 남부 미나미가라후토 (南樺太) | 1905년 9월 5일  | 1945년 8월       | 러시아 제국 | 러시아                          | 예                        | 러일 전쟁에서 승리한 뒤, 포츠머스 조약으로 러시아 제국에 사할린섬 북위 50도 이남 지역을 할양받아 획득하였다. 1907년 이후에는 가라후토 청이 통치했지만, 1918년 《공통법》이 제정되면서 내지에 포함되었다. 1942년에 완전히 내지로 편입하였다. |
| 한반도 (조선반도)                     | 1910년 8월 29일 | 1945년 9월 2일   | 대한제국    | 대한민국 조선민주주의인민공화국 | 아니요                    | 1905년 대한제국에 제2차 한일 협약(일명 을사조약/을사늑약)의 체결을 강요하여 외교권을 강탈한 후 통감부를 설치하여 내정에 간섭하였다. 1910년에 한일 병합 조약을 통해 강제 병합하여 일본에 의해 멸망되었다. 식민지로 삼고 ‘조선(朝鮮)’으로 국호를 고쳤다. 통치 기관은 일본군 현역 대장이 총독으로 지배하는 조선총독부였다. 패망 후 미국, 소비에트 연방을 비롯한 연합군에 의해 분할점령 되었으며 군정기를 거쳐 1948년 대한민국과 조선민주주의인민공화국이 수립되었다. 수도는 경성부(지금의 서울특별시)였다. |

##### 행정 구역

###### 조선
일제 강점기 조선의 행정 구역은 대한제국의 13도제를 그대로 답습한 것으로, 최상위 행정 구역은 도(道)이며 행정은 조선총독부가 관할하였다.
| 한국어   | 일본어   | 당시에 사용했던 로마자 이름 |
| -------- | -------- | --------------------------- |
| 경기도   | 京畿道   | Keikido                     |
| 강원도   | 江原道   | Kogendo                     |
| 충청북도 | 忠清北道 | Chusei-hokudo               |
| 충청남도 | 忠清南道 | Chusei-nando                |
| 전라북도 | 全羅北道 | Zenra-hokudo                |
| 전라남도 | 全羅南道 | Zenra-nando                 |
| 경상북도 | 慶尙北道 | Keisho-hokudo               |
| 경상남도 | 慶尙南道 | Keisho-nando                |
| 평안북도 | 平安北道 | Heian-hokudo                |
| 평안남도 | 平安南道 | Heian-nando                 |
| 황해도   | 黄海道   | Kokaido                     |
| 함경북도 | 咸鏡北道 | Kankyo-hokudo               |
| 함경남도 | 咸鏡南道 | Kankyo-nando                |

| 한국어     | 일본어   | 당시에 썼던 로마자 이름 |
| ---------- | -------- | ----------------------- |
| 다이호쿠주 | 臺北州   | Taihoku Prefecture      |
| 신치쿠주   | 新竹州   | Shinchiku Prefecture    |
| 다이추주   | 臺中州   | Taichu Prefecture       |
| 다이난주   | 臺南州   | Tainan Prefecture       |
| 다카오주   | 高雄州   | Takao Prefecture        |
| 가렌코청   | 花蓮港廳 | Karenko Prefecture      |
| 다이토청   | 臺東廳   | Taito Prefecture        |
| 호코청     | 澎湖廳   | Hoko Prefecture         |

#### 괴뢰 국가
‘-’옆에 있는 국가는 일제 패망 이후 해당 영토를 계승한 국가이다.
| 이름                                  | 수립            | 해체            | 계승 국가                     | 비고                                                                        |
| ------------------------------------- | --------------- | --------------- | ----------------------------- | --------------------------------------------------------------------------- |
| 만주국                                | 1932년          | 1945년 8월 18일 | 중화민국                      | 국공 내전 이후 중화인민공화국의 영토가 되었다.                              |
| 몽강국                                | 1936년          | 1945년          | 중화민국                      | 국공 내전 이후 중화인민공화국의 영토가 되었다.                              |
| 베트남 제국                           | 1945년 3월 11일 | 1945년 8월 30일 | 프랑스 ( 프랑스령 인도차이나) | 베트남 민주 공화국, 베트남 공화국, 라오스, 캄보디아 순으로 연방에서 이탈함. |
| 중화민국 난징국민정부 (왕징웨이 정권) | 1940년          | 1945년          | 중화민국                      | 국공 내전 이후 중화인민공화국의 영토가 되었다.                              |
| 캄보디아 왕국                         |                 | 1945년 8월 30일 | 프랑스 ( 프랑스령 인도차이나) | 이후 독립.                                                                  |
| 필리핀 필리핀 제2공화국               | 1941년          | 1943년          | 미국                          | 이후 독립.                                                                  |

#### 조차지
| 이름   | 통치 시작      | 통치 중단       | 비고 |
| ------ | -------------- | --------------- | --- |
| 관동주 | 1905년 9월 5일 | 1945년 8월 19일 | 러일 전쟁에 승리함에 따라, 러시아 제국이 가지고 있던 랴오둥반도의 조차지를 계승하였다. 통치 기관은 관동청(關東廳)으로, 관동군이 상주하였다. |

#### 위임통치구역
국제 연맹에게서 통치를 위탁 받은 위임통치구역(委任統治區域)은 다음과 같다.
| 이름      | 통치 시작       | 통치 중단 | 비고 |
| --------- | --------------- | --------- | --- |
| 남양 군도 | 1920년 1월 10일 | 1945년    | 제1차 세계 대전에서 승리하면서, 옛 독일 제국의 식민지였던 태평양 섬들의 일부(미크로네시아) 섬을, 국제연맹 위임 통치령으로서 영유하였고, 통치 기관은 남양청(南洋廳)이다. 다만 전쟁 중이었던 1914년부터 독일군을 패퇴시키고 사실상 점령하여 통치하고 있었다. |

#### 기타 전쟁 중 점령한 지역
| 이름                    | 점령시기        | 해방시기       | 이전 통치국    | 현재 통치국                  | 비고 |
| ----------------------- | --------------- | -------------- | -------------- | ---------------------------- | --- |
| 중국 대륙의 일부        | 1937년 7월 7일  | 1945년 9월 9일 | 중화민국       | 중화인민공화국               | 일부 지역은 왕징웨이 정권 등의 괴뢰 정권이 세워졌다. 국공 내전 후 중화인민공화국의 영토가 되었다.            |
| 영국령 홍콩             | 1941년 12월 8일 | 1945년 9월 9일 | 영국           | 홍콩                         | 홍콩으로 독립함.                                                                                             |
| 영국령 버마             | 1942년 1월 16일 | 1945년 9월 9일 | 영국           | 미얀마                       | 후에 미얀마로 독립함.                                                                                        |
| 영국령 말레이 연방      |                 | 1945년 9월 9일 | 영국           | 말레이시아 싱가포르 브루나이 | 말레이시아와 싱가포르로 독립함.                                                                              |
| 네덜란드령 동인도       | 1942년 2월      | 1945년 9월 9일 | 네덜란드       | 인도네시아                   | 인도네시아로 독립함. 인도네시아는 티모르섬 동부를 포르투갈로부터 점령하였으나 2001년 동티모르로 분리 독립함. |
| 오스트레일리아령 뉴기니 | 1942년 2월      | 1945년 9월 9일 | 오스트레일리아 | 파푸아뉴기니                 | 파푸아 뉴기니로 독립함.                                                                                      |

## 역대 천황
| 초상 | 제호        | 휘       | 재위            |
| ---- | ----------- | -------- | --------------- |
|      | 메이지 천황 | 무쓰히토 | 1868년 ~ 1912년 |
|      | 다이쇼 천황 | 요시히토 | 1912년 ~ 1926년 |
|      | 쇼와 천황   | 히로히토 | 1926년 ~ 1947년 |

## 같이 보기
- 일본의 전쟁 범죄
- 일본어
- 일본군
- 일본 제국 육군
- 일본 제국 해군
- 사할린 한인
- 동아시아 근대사 연표
- 황민화 정책
- 팔굉일우
- 옥쇄
- 신국
- 내선일체
- 일본의 핵무기 개발
- 아베 신조
- 국가신토
- 쇼와 국가주의
- 국민정신총동원
- 일제강점기
- 천황기관설
- 반일 감정
- 오족협화
- 후구계획